# Semiothisa deuteria
Semiothisa deuteria är en fjärilsart som beskrevs av Louis Beethoven Prout 1932. Semiothisa deuteria ingår i släktet Semiothisa och familjen mätare. Inga underarter finns listade i Catalogue of Life.